# Большой Сурмог
Большой Сурмог — река в России, протекает в Соликамском районе Пермского края. Устье реки находится в 172 км по левому берегу реки Глухая Вильва. Длина реки составляет 47 км.
Исток реки в отрогах Северного Урала в 23 км к юго-востоку от центра Соликамска. Исток лежит на водоразделе Вишеры и Усолки, последняя берёт начало рядом с истоком Большого Сурмога. Река течёт сначала на северо-восток, затем на север. Всё течение проходит по ненаселённому лесному массиву, русло сильно извилистое. Притоки — Милькова, Путишна (правые); Заозёрная (левый). Впадает в Глухую Вильву чуть выше посёлка Усть-Сурмог. Ширина реки у устья около 15 метров.

## Данные водного реестра
По данным государственного водного реестра России относится к Камскому бассейновому округу, водохозяйственный участок реки — Кама от водомерного поста у села Бондюг до города Березники, речной подбассейн реки — бассейны притоков Камы до впадения Белой. Речной бассейн реки — Кама.
По данным геоинформационной системы водохозяйственного районирования территории РФ, подготовленной Федеральным агентством водных ресурсов:
- Код водного объекта в государственном водном реестре — 10010100212111100005393
- Код по гидрологической изученности (ГИ) — 111100539
- Код бассейна — 10.01.01.002
- Номер тома по ГИ — 11
- Выпуск по ГИ — 1